# 네덜란드의 로비사
네덜란드의 로비사(스웨덴어: Lovisa av Nederländerna 로비사 아 네덜란더르나[*], 1828년 8월 5일 ~ 1871년 3월 30일)는 네덜란드의 왕자 프레데릭과 프로이센의 공주 루이제의 딸이다. 세례명은 빌헬미나 프레데리카 알렉산드리나 안나 루이제(Wilhelmina Frederika Alexandrine Anna Louise)였다. 스웨덴의 칼 15세와 결혼했으며 스웨덴에서는 "로비사" 왕비로 불렸다.

## 가족 관계
네덜란드의 로비사는 네덜란드의 프리디리크 왕자와 프로이센의 루이제 공주의 딸로 루이제의 조부모는 네덜란드의 국왕 빌럼 1세와 그의 왕비인 프로이센의 빌헬미네였으며, 외조부모는 프로이센의 프리드리히 빌헬름 3세와 그의 왕비인 메클렌부르크슈트렐리츠의 루이제였다. 루이제의 부모는 사촌간이었다. 외가가 프로이센 가문이었기에, 루이제의 외삼촌 중에는 프로이센의 프리드리히 빌헬름 4세와 독일의 황제인 빌헬름 1세가 있었고, 이모 중에는 러시아의 알렉산드라 황후가 있었다. 친가쪽으로는 네덜란드의 빌럼 2세와 그의 왕비였던 러시아의 안나 파블로브나 여대공이 백부와 백모였다.

## 생애
1850년 6월 19일 루이제는 스톡홀름에서 스웨덴의 왕태자였던 칼과 결혼했다. 이후 루이제는 스웨덴에서 "로비사"로 불렸다. 잘 생긴 남편과 달리 아름답지 못하다는 평가를 받았으며, 스웨덴에서 인기 있는 왕비는 아니었다. 남편과의 결혼생활도 행복하지 못했으며, 자선 사업에 주로 열중했다.

## 자녀
- 로비사 공주 (1851-1926) : 덴마크의 프레데릭 8세와 결혼, 덴마크의 크리스티안 10세와 노르웨이의 호콘7세의 어머니
- 칼 오스카르 왕자 (1852-1854) : 쇠데르만란드 공작